# Maria Rașkovici
Maria Rașkovici (în rusă Мария Павловна Рашкович; n. 1859/1859, Odessa, Imperiul Rus – d. 1941, Chișinău, RSS Moldovenească, URSS) a fost una dintre primele femei medici din Imperiul Rus, de origine evreiască, precum și o personalitate publică și științifică. 

## Biografie
Maria Rașkovici s-a născut în 1859 în Odesa. Tatăl ei, Florian, era un negustor. A urmat cursuri medicale la Sankt Petersburg, unde a fost arestată pentru suspiciuni de colaborare cu revoluționarii antiregaliști. A fost eliberată după câteva zile. În 1979 s-a înscris la cursurile Facultății de Medicină din Berna, Elveția. După absolvire s-a întors în Rusia, urmând cursurile medicale pentru femei la Spitalul Militar din Sankt Petersburg. Aici a cunoscut-o pe Iulia Kviatkovski, care îi va fi prietenă și colaboratoare apropiată până la sfârșitul vieții. A lucrat apoi la spitalele din Krasnograd și la orfelinatul din Herson, apoi s-a stabilit în Chișinău. În activitatea sa științifică, ea a efectuat studii despre igienă. 

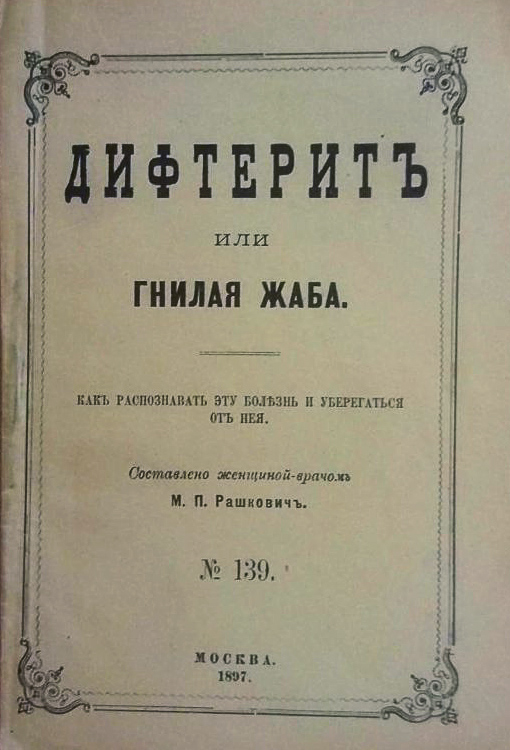
O carte a Mariei Rașkovici

Ea a predat la Școala Profesională Evreiască de Fete din Chișinău și a participat la diverse activități educaționale și carbitabile.
În timpul celui de-al Doilea Război Mondial a fost închisă în Ghetoul din Chișinău, unde a decedat.